# Провулок 1-й вулиці Рябошапка
1-й провулок Рябошапка — провулок міста Конотоп Сумської області. Розташований у районі Порт. Пролягає від вулиці Симона Петлюри до території ДП «Авіакон».
На 1-му провулку Рябошапка знаходиться Конотопський музей авіації.

## Історія
Інформація про провулок Рябошапка з'являється з 1981 року.
Назву отримав на честь Героя Радянського союзу (посмертно) Василя Рябошапка.